# 宗师列传·唐宋八大家
《宗师列传·唐宋八大家》是中央广播电视总台制作的文化综艺节目，由撒贝宁主持，于2023年11月10日起逢周五晚20:00在央视综合频道首播。节目在无锡影视基地实景拍摄，通过戏剧化的演绎方式，再现唐宋八大家的人生历程，在节目的最后，主角将穿梭到现代，见证千年后的沧桑巨变。

## 节目列表與演员

### 第一、二期：韩愈
- 探访团：撒贝宁、蒙曼（中央民族大学历史文化学院教授）、谷曙光（韩愈研究会副会长、中国人民大学国学院教授）

| 演员   | 角色     |
| ------ | -------- |
| 何冰   | 韩愈     |
| 张睿   | 青年韩愈 |
| 韩昊霖 | 少年韩愈 |
| 许亚军 | 孟郊     |
| 斓曦   | 卢氏     |
| 刘奕铁 | 十二郎   |

### 第三期：柳宗元
- 探访团：撒贝宁、杨雨（中南大学中文系教授）、尚永亮（中国柳宗元研究会会长）

| 演员   | 角色       |
| ------ | ---------- |
| 陈晓   | 柳宗元     |
| 印小天 | 刘禹锡     |
| 单禹豪 | 少年柳宗元 |
| 冯筱童 | 柳宗直     |
| 熊睿玲 | 卢氏       |

### 第四、五期：欧阳修
- 探访团：撒贝宁、杨雨（中南大学中文系教授）、欧明俊（中国欧阳修研究会会长、福建师范大学文学院教授）

| 演员   | 角色       |
| ------ | ---------- |
| 王洛勇 | 欧阳修     |
| 刘端端 | 青年欧阳修 |
| 余骁睿 | 少年欧阳修 |
| 陶红   | 母亲郑氏   |
| 王全有 | 范仲淹     |
| 叶项明 | 梅尧臣     |

### 第六期：苏洵
- 探访团：撒贝宁、杨雨（中南大学中文系教授）、谷曙光（中国人民大学国学院教授）

| 演员   | 角色          |
| ------ | ------------- |
| 李光復 | 老年蘇洵      |
| 李澤鋒 | 中青年蘇洵    |
| 喬振宇 | 中青年蘇軾    |
| 侯京健 | 中青年蘇轍    |
| 王昊澤 | 少年蘇軾      |
| 陳天雨 | 少年蘇轍      |
| 孫茜   | 蘇洵妻子·程氏 |
| 郭秋成 | 歐陽修        |
| 楊瀑琳 | 石揚休        |

### 第七、八、九期：苏轼＆苏辙
- 探访团：撒贝宁、崔铭（同济大学中文系副教授）、康震（北京师范大学文学院教授）

| 演员   | 角色          |
| ------ | ------------- |
| 喬振宇 | 中青年蘇軾    |
| 侯京健 | 中青年蘇轍    |
| 賈青   | 蘇軾髮妻·王弗 |
| 藍博   | 蘇軾長子·蘇邁 |
| 石小滿 | 陳希亮        |